# Калика (мифология)
Калика (др.-греч. Καλύκη, Kalýkē) — героиня древнегреческой мифологии, дочь Эола и Энареты. От Аэтлия, сына Зевса родила Эндимиона. По другой версии мифа, была возлюбленной Зевса и родила Аэтлия от него и Пелопса от Гермеса.